# Batsignalet
Batsignalet er et apparat til at sende nødsignaler, som optræder i amerikanske tegneserier udgivet af DC Comics, der bruges til at tilkalde superhelten Batman. Det er en modificeret projektør med et stiliseret emblem af en flagermus der sidder foran lyset, således at der bliver projiceret en stor flagermus op på himlen over Gotham City når den tændes.
Signalet bruges af Gotham City Police Department som en metode til at kontakte og hidkalde Batman, når de har brug for hans hjælp, men det fungerer også som en psykologisk våben til at intimidere de mange kriminelle i Gotham City.
Batsignalet bruges også som det primære Batman-logo i både tegneserier, tv og film.
For at fejre Batmans 80-års fødselsdag tændte DC Comics og Warner Bros. i 13 byer over hele verden d. 21. september 2019, der begyndte i Melbourne og sluttede i Los Angeles.